# جيري ويلدون
جيري ويلدون (بالإنجليزية: Jerry Weldon)‏ هو عازف جاز أمريكي، ولد في 27 سبتمبر 1957.

## وصلات خارجية
- الموقع الرسمي
- جيري ويلدون على موقع ميوزك برينز (الإنجليزية)
- جيري ويلدون على موقع ديسكوغز (الإنجليزية)